# Heavy metal umlaut
A heavy metal umlaut (angolul más néven: rock dots vagy röck döts) metalegyüttesek nevében megjelenő tréma, vagyis a magánhangzó fölé helyezett kettőspont. Az umlautok és egyéb diakritikus jelek idegenszerűvé teszik az általában angol beütésű neveket. Ezzel kapcsolatban gyakran beszélnek „germán keménységről” is. Az umlaut a név kiejtését általában nem érinti.

## Kialakulás
Az umlaut eredete vélhetően az Amon Düül nevű, egy hippi kommuna tagjaiból alakult progresszív rock-együttesre vezethető vissza, akik a hatvanas évek utolsó éveiben már felléptek ezen a néven. A gitáros visszaemlékezése szerint a név második szavát egy kanadai együttes Tanjet albumán szereplő kitalált mitológia egyik szavából, a dyyl-ből alkották, de a szót, a célból, hogy németesen, de egyúttal szokatlanabbul is fessen (a tagok ugyanis „unták” az angol bandaneveket), düül-lé alakították.
Az umlautot a Blue Öyster Cult együttes vezette be a heavy metal zenei világába 1970-ben. Az ugyan máig vitatott, hogy Allen Lanier gitáros vagy Sandy Pearlman producer és menedzser nevéhez fűződik-e az ötlet, de abban egyetértenek a felek, hogy a műfaj wagneri aspektusait kívánták ábrázolni ezzel a megoldással.
A példát hamarosan követte a Motörhead, a Mötley Crüe, a The Accüsed és a Znöwhite együttes. A Motörhead nevében az umlaut Lemmy Kilmister ötlete volt; elmondása szerint azt szerette volna elérni, hogy gonosznak nézzen ki az együttes neve. A megoldás a későbbi lemezek során is megmaradt, sőt: egy időben maguk a zenekartagok is umlauttal írták nevüket, így például "Wizzö" (Phil Campbell) és "Würzel" (Mick Burston) az 1916 című lemezen.
A Mötley Crüe nevében az umlautokat a gitáros Mick Mars találta ki, szerinte így sokkal keményebbnek tűnik a név.
Az umlautos együttesek sorát az amerikai Lääz Rockit együttes folytatta. Ebben az esetben a két pontot külön-külön elosztották a két a betűre, így jött létre a „Lååz Rockit“ írásmód. Mivel azonban ez az írásmód alig ábrázolható a mindennapokban, az együttes általában csak hivatalos logójában használja ezt.
Ugyanezzel a problémával küzd a Queensrÿche együttes, amely két ponttal látta el az y betűt. A zenekar azonban nem azzal a céllal tette ezt, hogy keményebbnek tűnjön, hanem azért, hogy tompítsa az eredeti Queensreich nevet, és elkerülje az esetleges neonáci asszociációkat.
A jelenséget a skandináv nyelvekre az Underground Zerø terjesztette ki; a spanyol nyelvterületen pedig a Mägo de Oz az egyik kiváló példa.
Az amerikai Hüsker Dü alternatív együttes a Husker Du? kifejezést vette neve alapjául, amely dán és norvég nyelven azt jelenti, hogy "Emlékszel"? Az 1950-es években a Pressman cég egyik népszerű társasjátéka is ezt a nevet viselte. A „Hūsker Dū?“ játék esetében azonban pontok helyett vonalakkal látták el a magánhangzókat.
A Spın̈al Tap egy újabb csavarral az n betű fölé helyezte a két pontot, és cserébe elhagyta az i betű fölöttit.